# اریش آلتوسار
اریش آلتوسار (استونیایی: Erich Altosaar؛ ۱۴ اوت ۱۹۰۸ – ۱۱ اکتبر ۱۹۴۱) بازیکن بسکتبال اهل استونی بود.
وی به‌همراه تیم ملی بسکتبال استونی در بازی‌های المپیک تابستانی ۱۹۳۶ شرکت کرده‌است.